# Chiesa di Santa Teresa del Bambin Gesù (Roma)
La chiesa di Santa Teresa del Bambin Gesù è una chiesa sconsacrata di Roma, nel rione Trastevere, è situata in Via di San Francesco di Sales, 62.
La chiesa fu costruita su progetto di M. Brandi e consacrata in concomitanza con la canonizzazione della santa carmelitana Teresa del Bambin Gesù (1925). Con l'annesso convento fu affidata alle cure delle Carmelitane Scalze, per passare poi, nel 1942, al ramo maschile dell'ordine, che ne fecero la sede della loro Curia generalizia in Roma. Terminata la guerra, l'intero complesso passò al Demanio e divenne sede della Direzione Generale del Contenzioso del Ministero della Difesa, che tuttora ne è il proprietario.
Sopra il portale d'ingresso dell'ex-chiesa, ancora oggi si legge: Anno sacro MCMXXV die XVIII maii templum hoc Deo dicatum in honorem Teresiae ab Infante Jesu in album SS relatae.